# Chaetopelma shabati
Chaetopelma shabati é uma espécie de aranha pertencente à família Theraphosidae (tarântulas).